# Age of Mythology
Vous lisez un « bon article » labellisé en 2016.
Pour les articles homonymes, voir AOM.
Age of Mythology (souvent abrégé en AoM) est un jeu vidéo de stratégie en temps réel développé par Ensemble Studios et publié par Microsoft Game Studios le 30 octobre 2002 en Amérique du Nord et en novembre 2002 en Europe. Le jeu est un dérivé de la série Age of Empires dont il reprend de nombreux éléments de gameplay en les transposant dans un univers inspiré de la mythologie et des légendes de la Grèce, de l'Égypte et des pays nordiques plutôt que de la réalité historique. La campagne d'Age of Mythology suit un amiral Atlante tentant de déjouer les plans du chef de guerre des cyclopes qui cherche, avec l’aide de Poséidon, à délivrer le Titan Cronos afin de gagner l’immortalité. Comme dans la série des Age of Empires, le joueur doit faire évoluer une civilisation à travers quatre âges : l’âge archaïque, l’âge classique, l’âge héroïque et l’âge mythique. Le jeu se démarque cependant de ses prédécesseurs grâce à son moteur 3D et a des nouveaux éléments de gameplay. Le jeu introduit en effet une plus forte différenciation entre les civilisations, de nouveaux types d'unités comme les héros ou les créatures mythiques et un système de divinités inédit permettant de débloquer des pouvoirs divins et des technologies.
À sa sortie, le jeu est bien accueilli par la presse spécialisée qui souligne la qualité de sa réalisation et les innovations apportées par rapport aux précédents titres développés par le studio. Le jeu connaît un certain succès commercial en s'écoulant à plus d'un million d'exemplaires en seulement quatre mois. En 2003, le jeu se voit doté d'une extension intitulée The Titans qui inclut une nouvelle civilisation, les Atlantes, ainsi qu'une nouvelle campagne et de nouvelles unités dont les puissants Titans. En 2014, une version haute définition développée par SkyBox Labs est publiée sur Steam sous le titre Age of Mythology: Extended Edition. Puis, en 2016, le jeu bénéficie d'une nouvelle extension, issue de la collaboration de SkyBox Labs avec Forgotten Empires, baptisée Tale of the Dragon. Cette dernière inclut notamment une nouvelle civilisation, la Chine, et une nouvelle campagne.
Le jeu est également porté sur Nintendo DS en 2008 sous la forme d'un jeu de stratégie au tour par tour baptisé Age of Empires: Mythologies.
Un remaster est annoncé sous le nom Age of Mythology: Retold et sort en septembre 2024.

## Trame
Age of Mythology prend place durant l’Antiquité dans un monde inspiré de la mythologie et des légendes de la Grèce, de l’Égypte et des pays nordiques. Sa campagne commence dans l’Atlantide où l’amiral Arkantos est chargé de regagner les faveurs du dieu Poséidon. Il doit d’abord défendre l’Atlantide contre les assauts de pirates menés par le minotaure Kamos, puis il est chargé d’assister Agamemnon dans la guerre de Troie. Après une série d’escarmouches contre Troie — au côté d’Ajax et d’Ulysse — ils conçoivent le cheval de Troie et remportent rapidement la bataille. Zeus détruit alors la cité avec des météorites. Ajax conseille ensuite à Arkantos de naviguer jusqu'à Ioklos, royaume du centaure Chiron, pour réparer son bateau. À son arrivée, il découvre que le port a été attaqué et que les habitants ont été réduits en esclavage par Gargarensis, un chef de guerre cyclope, qui leur fait creuser une entrée vers le Tartare. Arkantos pénètre dans les souterrains, où il découvre que Gargarensis tente d’ouvrir une immense porte. Inquiet, il réussit à détruire les béliers utilisés par le cyclope mais se retrouve bloqué sous terre. Il réussit néanmoins à rejoindre trois temples respectivement dédiés à Poséidon, Hadès et Zeus, puis parvient à gagner les faveurs de ce dernier qui l'aide à s’échapper.
Arkantos se retrouve alors en Égypte où il se trouve forcé d’aider la mercenaire Amanra à combattre des bandits menés par l’assassin Kemsyt. Celle-ci leur révèle que le dieu Osiris a été tué par son frère Seth, qui a aidé Gargarensis, et qu’elle planifie de réunir les différentes parties du corps d’Osiris pour le ressusciter. Dans son sommeil, Arkantos rencontre Athéna qui lui révèle les desseins de Gargarensis. Aidé par Poséidon, le cyclope tente de délivrer le Titan Cronos (qui avait été emprisonné par Zeus dans le Tartare) pour gagner l’immortalité. Avec l’aide d’Arkantos, de Chiron et d’Ajax, Amanra parvient à ressusciter Osiris, qui défait sans aucun mal l’armée de Gargarensis. Le cyclope s’enfuit alors vers les terres scandinaves. En le pourchassant, Arkantos retrouve Ulysse sous l’emprise de la malédiction de Circé et doit la combattre pour libérer son équipage transformé en cochons.
En arrivant dans le nord, deux nains — Brokk et Eitri — les guident vers le Tartare après qu’Arkantos les ait aidés à combattre des géants. Un vieil homme leur donne ensuite une bannière capable de réunifier les clans nordiques, mais ce dernier se révèle être le dieu Loki, qui s’est allié à Gargarensis, et la bannière ne fait que leur attirer l’hostilité des clans. Avec l’aide de la walkyrie Reginleif, ils retrouvent Gargarensis qui tente d'ouvrir la troisième porte du Tartare. À l’intérieur, ils sont poursuivis par des géants de feu jusqu'à ce que Chiron se sacrifie pour les sauver. Pendant ce temps, Brokk et Eitri ont réparé le marteau de Thor qui leur permet de sceller la porte. De retour à la surface, ils réussissent à capturer Gargarensis et à le tuer, et Arkantos peut alors regagner l’Atlantide. Alors qu’il transporte la tête de Gargrensis sur son navire, il découvre que Loki l’a piégé et que le cyclope n’est pas mort : celui-ci est en train de tenter d’ouvrir la quatrième et dernière porte qui se trouve sur l’Atlantide. Après une dure bataille, Arkantos réussit à vaincre pour de bon Gargarensis sous le temple de Poséidon et l’Atlantide sombre alors dans l’océan en même temps qu’Arkantos par la colère de Zeus. Pour remercier Arkantos, Athéna fait de lui un dieu.

## Système de jeu
Age of Mythology est un jeu de stratégie en temps réel considéré comme une série dérivée d'Age of Empires dont il reprend de nombreux éléments de gameplay en les transposant dans un univers inspiré de la mythologie et des légendes de la Grèce, de l’Égypte et des pays nordiques,. Comme dans ses prédécesseurs, le joueur doit faire évoluer une civilisation à travers quatre âges — l’âge archaïque, l’âge classique, l’âge héroïque et l’âge mythique — pour débloquer de nouvelles technologies, bâtiments et unités,. Pour gagner, le joueur doit collecter des ressources lui permettant de construire des bases et de créer une armée capable de défaire l'adversaire. Son système de jeu se distingue néanmoins de celui de la série Age of Empires grâce à l’introduction d’une plus forte différenciation entre les civilisations, de nouveaux types d'unités comme les héros ou les créatures mythiques et un système de divinités inédit permettant de débloquer des pouvoirs divins et des technologies,.

### Civilisations
Le joueur peut choisir de contrôler l'une des trois civilisations du jeu : les Grecs, les Scandinaves et les Égyptiens. À chacune d’elles peut être associé un dieu, que le joueur doit choisir avant le début de la partie, parmi les trois disponibles pour chaque civilisation, chacun d’eux apportant des avantages et des inconvénients au joueur.
| Civilisation  | Grecs               | Scandinaves    | Égyptiens    | Atlantéens          |
| ------------- | ------------------- | -------------- | ------------ | ------------------- |
| Dieux majeurs | Zeus Poséidon Hadès | Odin Thor Loki | Râ Isis Seth | Cronos Gaia Ouranos |

À chaque passage à un âge plus avancé, le joueur peut en plus sélectionner une divinité supplémentaire comme Athéna ou Aphrodite. Chaque dieu met à disposition du joueur une unité et une technologie mythique spécifique, un pouvoir divin à usage unique et des bonus qui lui sont propres,. En plus de ces divinités, les trois civilisations se différencient par leur apparence, mais aussi par leurs méthodes de production. Ainsi, à l'inverse des précédents volets de la série, les Grecs, les Égyptiens et les Scandinaves se distinguent dans leur manière de construire, d'entraîner des unités et de récolter les ressources. Chaque civilisation dispose enfin de héros spécifiques avec leurs propres bonus, spécialisés dans le combat contre les créatures mythiques.

### Économie
Comme dans Age of Empires, l'économie du jeu est centrée autour de ressources — le bois, l'or et la nourriture — que le joueur doit collecter pour pouvoir se développer. Le bois est coupé en forêt, l’or extrait des mines et la nourriture peut provenir de la chasse, de la cueillette, de la pêche ou de l’agriculture, les fermes et les bancs de poissons étant devenus inépuisables. Contrairement aux précédents titres de la série, le joueur ne peut pas récolter de pierre, mais une nouvelle ressource fait son apparition, la faveur, qui représente la puissance du dieu associé au joueur et qui permet entre autres d’invoquer des créatures mythiques ou de bénéficier de technologies divines. Celle-ci s’acquiert de manières différentes selon chaque civilisation. Les Grecs en gagnent en envoyant des villageois prier dans des temples, les Égyptiens en construisant des monuments et les Scandinaves en mourant au combat, en tuant des unités ou en détruisant des bâtiments,. Outre ces manières spécifiques d'accumuler de la faveur, les trois civilisations se différencient par leurs méthodes de construction, d'entraînement des unités et de récolte des ressources, ainsi que par les unités qui leur sont attribuées au départ. Les Grecs débutent ainsi la partie avec trois villageois et un éclaireur à cheval, les Égyptiens avec deux villageois, un prêtre et leur pharaon et les Scandinaves avec deux villageois, un guerrier et un chariot. Contrairement aux deux autres civilisations qui stockent leurs ressources dans des bâtiments, les Scandinaves utilisent en effet des chariots qui peuvent se déplacer. Ils disposent en plus de villageois spéciaux, les nains, qui bénéficient d’un bonus pour l’extraction de l’or, compensé par un malus pour la récolte du bois et de la nourriture. Enfin, seuls leurs guerriers peuvent construire des bâtiments et en payant une certaine quantité de ressources, leurs villageois peuvent être définitivement transformés en guerriers.

### Unités
Chaque civilisation dispose d'une large variété de troupes conventionnelles incluant les unités d’infanterie, les archers, la cavalerie, les éléphants de guerre, les engins de siège et les unités navales,. Comme dans les Age of Empires, le principe du pierre-papier-ciseaux détermine généralement l’efficacité d’un type d’unité contre un autre. L’infanterie inflige par exemple des dégâts supplémentaires contre la cavalerie, celle-ci étant plus efficace contre les archers, eux-mêmes plus efficaces contre l’infanterie. Les Égyptiens peuvent aussi faire appel à des mercenaires qui apparaissent presque immédiatement pour les défendre, mais qui s'autodétruisent après un certain laps de temps. Chaque divinité donne en plus au joueur la possibilité de créer des unités mythiques spécifiques comme les hydres, les colosses, les centaures, les minotaures, les sphinx, les trolls ou les dragons. Ces unités mythiques sont beaucoup plus puissantes que les autres et disposent d'attaques spéciales, les minotaures pouvant par exemple projeter ses ennemis à plusieurs mètres de distance d'un coup de tête,. Chaque civilisation dispose également de différents types de héros, spécialisés dans le combat contre les créatures mythiques. Les Grecs ont par exemple un large éventail de héros — cavaliers, archers ou guerriers au corps à corps — ayant des caractéristiques différentes et qui sont automatiquement réincarnés après un certain laps de temps si le joueur contrôle toujours l'endroit où repose leur corps. Les Égyptiens ne disposent que d’un unique héros, le pharaon, qui est capable de bénir un bâtiment, pour accélérer sa construction ou améliorer sa productivité. Il est épaulé par des prêtres qui peuvent soigner leurs alliés, mais qui contrairement au pharaon, ne peuvent pas être réincarnés. Enfin, les héros scandinaves — les Hersirs — sont tous identiques et mortels. Ils sont en revanche peu onéreux et rapportent le double de ferveur quand ils tuent des unités. Les héros peuvent également collecter des reliques qui offrent au joueur des bonus économiques ou militaires additionnels lorsqu’elles sont déposées dans un temple.

### Modes de jeu
Plusieurs modes de jeu sont accessibles dans Age of Mythology. Le mode campagne propose quatre niveaux de difficulté et permet au joueur de contrôler successivement les Grecs, les Égyptiens puis les Scandinaves au cours de missions aux objectifs distincts qui se succèdent de manière linéaire,. Si le jeu ne propose qu’une unique campagne, contre cinq pour Age of Empires II, celle-ci est composée de 32 missions et est significativement plus longue que celles de ses prédécesseurs. En plus de cette dernière, le joueur peut également jouer contre l’intelligence artificielle du jeu ou contre d’autres joueurs en réseau local ou sur Internet via une plateforme dédiée, baptisée ESO, ou en connexion par IP. Sept modes de jeu sont disponibles dans Age of Mythology. Le mode de jeu standard appelé « suprématie » se joue sur des cartes aléatoires et réunit les différentes conditions de victoires disponibles dans le jeu, comme le fait de pouvoir gagner en construisant une merveille. Au contraire, dans le mode « conquête », le joueur ne peut gagner qu’en battant tous ses adversaires. D’autres modes permettent aux joueurs de commencer la partie avec une grande quantité de ressources, ou au contraire avec seulement un ouvrier, ou de doubler la vitesse de jeu. Enfin, dans le mode « roi de la colline », les joueurs doivent contrôler un monument au centre de la carte pendant un certain temps pour gagner. Comme son prédécesseur, le jeu dispose également d’un éditeur de niveau.

## Développement

### Concept initial
Quand Ensemble Studios décide de développer un troisième jeu de stratégie en temps réel, leur principal objectif est de créer un titre différent des Age of Empires, que ce soit en matière de thème ou de graphismes, tout en conservant une trame familière. En cherchant des idées, les développeurs découvrent la richesse en personnages, créatures et histoires de la mythologie et comprennent que cette dernière peut leur permettre de tirer profit du passage à la 3D et d’imaginer des concepts innovants de gameplay.

### Influence

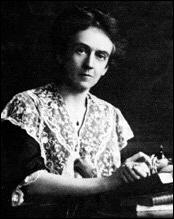
Pour se documenter sur les trois mythologies du jeu, le concepteur Ian Fischer a notamment consulté les travaux d'Edith Hamilton.

Les recherches sur le sujet sont menées par Ian Fischer qui se concentre d’abord à identifier des mythologies suffisamment riches et familières tout en ne prêtant pas à controverse. Le choix se porte finalement sur les mythologies grecque, égyptienne et scandinave qui ont l’avantage d’être connues du grand public et bien documentées, tout en n’étant à l’origine d’aucune des grandes religions actuelles. D’autres mythologies du monde entier sont un temps envisagées avant d’être écartées par manque d’informations disponibles ou de personnages et d’histoires intéressantes.
Les premières sources d’informations des concepteurs sont des textes classiques sur la mythologie comme les travaux de Thomas Bulfinch et d'Edith Hamilton. Ces derniers sont rapidement complétés par des dizaines d’ouvrages, incluant notamment des livres pour enfants qui ont l’avantage d’être généralistes — idéal pour un jeu grand public — et très bien illustrés, ce qui donne une bonne base de travail à l’équipe artistique du jeu. Ils s’inspirent aussi du livre Myths and Legends de Neil Philip, qui décrit les mythologies du monde entier et qui les conforte dans leur choix, les mythes choisis y occupant une place prédominante. Les concepteurs réutilisent également la documentation consacrée aux Grecs, aux Égyptiens et aux Vikings, accumulée lors de leurs précédents développements, pour concevoir l’architecture des trois civilisations et trouver des idées permettant de les différencier. Internet se révèle enfin très utile, le concepteur Greg Street utilisant notamment le site Encyclopedia Mythica Website pour trouver des informations sur des dieux, des personnages ou des créatures peu connus. L’équipe ne s’appuie en revanche que très peu sur les films, les seuls qui ont influencé le jeu étant Le Choc des Titans et Hercule.

### Conception
À partir de ces informations, les concepteurs dressent une liste des idées de dieux, de pouvoirs, de héros, d’unités et d’éléments de scénario susceptibles d’être utilisés dans le jeu. Cette liste évolue tout au long du développement, de nouvelles idées y étant ajoutées en fonction des besoins exprimés par l’équipe de développement. Lorsqu’un nouvel effet spécial est par exemple suggéré par un artiste, Greg Street recherche dans ses sources un personnage ou une créature susceptible d’en bénéficier. De cette manière, les concepteurs définissent le système de jeu comme la priorité, les éléments de mythologie devant servir à justifier le gameplay plutôt que l’inverse. Pour eux, l’objectif principal du jeu est en effet de divertir et non d’être conforme à la réalité mythologique afin d’éduquer le joueur. Les dieux, les héros et les créatures du jeu doivent donc avant tout être reconnaissables, épiques et impressionnants et doivent avoir des spécificités. Certaines idées sont au contraire abandonnées pour des raisons techniques ou de gameplay. C’est par exemple le cas du serpent géant Apophis, dont la forme se révèle trop difficile à gérer, et d’un héros nordique apparaissant spontanément lorsqu’un combattant entre en furie, qui est finalement remplacé par les Hersirs et le pouvoir divin de Ragnarok. Des pouvoirs divins ont aussi été écartés comme « Bramble », une sorte de dionée attrape-mouche, ou « Inferno » qui enflamme une zone, et « Enrage » qui augmente les capacités de combats des unités.

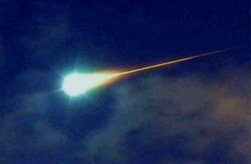
La pluie de météorites est un des pouvoirs divins les plus destructeurs du jeu.

Équilibrer les pouvoirs divins se révèle compliqué pour l’équipe de développement. Afin de correspondre à l’idée qu’ils s’en font, les concepteurs souhaitent en effet qu’ils soient suffisamment puissants pour raser une cité ou décimer une armée, mais ils considèrent également que toute stratégie doit avoir une parade. Ils étudient donc différentes solutions permettant aux joueurs de les contrer. Leur première proposition est de faire en sorte qu’ils soient lancés par une unité qui peut être décimée par le joueur adverse afin d’interrompre le sort. Cette idée n’est cependant pas jugée cohérente, puisque les pouvoirs divins sont supposés être lancés par des dieux et pas par une unité suffisamment faible pour pouvoir être tuée avant que le sort ne se déclenche. Les concepteurs proposent ensuite de limiter leur utilisation, en leur attribuant un coût en ressource, plutôt que de donner à l'adversaire un moyen de les contrer. Ils jugent cependant qu’un joueur avec une bonne économie peut dans ce cas lancer une météorite sur son adversaire toutes les trois minutes, ce qui implique de devoir réduire la puissance des pouvoirs divins pour ne pas complètement déséquilibrer la partie. Afin d’en limiter l’usage sans pour autant avoir à en réduire l’efficacité, ils décident finalement que les pouvoirs divins ne pourront être utilisés qu’une fois par partie. Le concept de la série étant l’évolution à travers les âges, ils considèrent ensuite qu’il serait logique d’associer chaque âge à un pouvoir. Enfin, pour équilibrer ces derniers, dont l’intérêt dépend parfois de la carte, ils décident de permettre au joueur de choisir entre deux pouvoirs à chaque passage à l’âge supérieur.
D’autres problèmes d’équilibrage liés aux pouvoirs divins apparaissent ensuite. Ainsi, certains se révèlent trop aléatoires, ce qui oblige les programmeurs à implémenter un système qui permet aux concepteurs de fixer une limite à leur efficacité. De son côté, le pouvoir permettant d’invoquer des loups pour attaquer les forums ennemis est au départ beaucoup trop puissant dans les parties en équipes, le nombre de loups invoqués étant multiplié par le nombre d’adversaires. Les développeurs décident donc de modifier le sort afin qu’il invoque un nombre fixe de loups. D’autres pouvoirs se révèlent trop puissants par l’utilisation détournée qu’en font les joueurs. Ainsi, le sort de téléportation des Égyptiens, conçu pour permettre de s’enfuir ou de renvoyer une armée adverse dans sa base, est rapidement détourné par les joueurs qui l’utilisent pour téléporter les villageois adverses sur une île ou une armée au milieu d’une forteresse bien défendue. De la même manière, le sort de gel est au départ conçu pour immobiliser l’armée adverse, mais les joueurs profitent de son effet pour la décimer, ce qui oblige les concepteurs à augmenter l’armure des unités gelées afin qu’elles ne meurent pas avant que l’effet du sort ne s’estompe.

### Équipe de développement
- Producteur : Tony Goodman
- Responsable conception : Ian M. Fischer
- Concepteurs : Jeff Brown, Joseph D. Gillum, Jerome K. Jones, Mike Kidd, David Leary, Karen Sparks, Greg Street, Karen Swanson
- Responsable programmation : Robert Fermier
- Directeur artistique : Lance Hoke
- Scénaristes : Ian Fischer, John Evanson, Sandy Petersen
- Compositeurs : Stephen Rippy, Kevin McMullan[20]

### Moteur 3D
Côté graphisme, Ensemble Studios commence à travailler sur leur premier moteur 3D pendant le développement d'Age of Empires II: The Age of Kings. Celui-ci, nommé BANG! Engine, est annoncé en janvier 2001 et doit être utilisé pour un nouveau jeu connu alors sous le code de RTSIII qui se révélera plus tard être Age of Mythology. Au total, la programmation du moteur du jeu nécessite quatre ans de travail.

### Bande originale

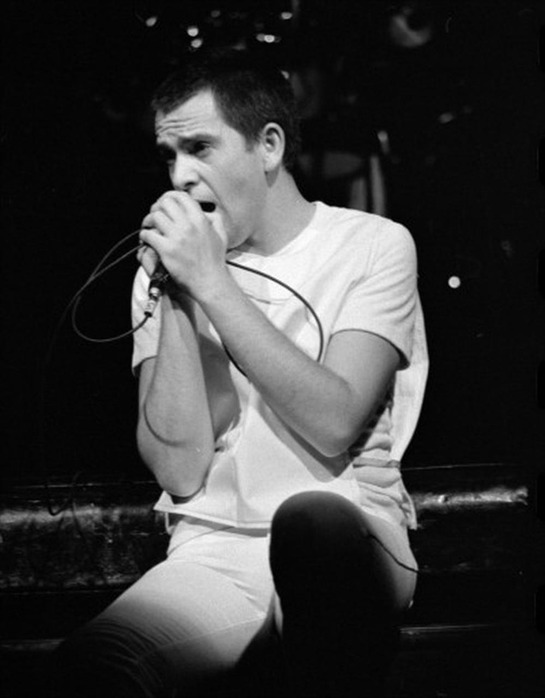
Pour la bande originale du jeu, ses compositeurs se sont notamment inspirés de l’œuvre de Peter Gabriel.

La musique du jeu est composée par Stephen Rippy et Kevin McMullan. Ils s'inspirent de musiciens comme Peter Gabriel, Tuatara, Bill Laswell, Talvin Singh ou Tchad Blake. La musique ayant été enregistrée par un orchestre symphonique composée de 70 musiciens, le travail réalisé sur Age of Mythology se révèle être une expérience inédite pour les deux compositeurs.
La bande originale d'Age of Mythology est publiée le 22 octobre 2002 par le label Sumthing Else.

### Tests
Pour le studio, la phase de test est d’une importance capitale dans le processus de développement. Cette dernière s’étale donc sur la quasi-totalité du développement, soit environ trois ans, et met à contribution l’ensemble des employés, qui doivent essayer le jeu au moins une fois par semaine. Ils se voient ainsi assigner des horaires pour jouer entre collègues ou entre joueurs d’un niveau équivalent. En plus d’améliorer l’ambiance dans l’équipe, ces tests permettent de détecter les bugs, de repérer d’éventuels déséquilibres et de s’assurer que le jeu est amusant. Les bugs sont ensuite listés dans une base de données à laquelle le département qualité a accès, alors que les problèmes d’équilibrage sont gérés par Greg Street. Chaque test démarre généralement par un rapide briefing d’un concepteur qui explique sur quels aspects les joueurs doivent se concentrer, en précisant notamment le mode de jeu, la carte, les civilisations ou même les stratégies à utiliser. Après la session de test, dont la durée permet de jouer au moins deux parties, se déroule un rapide débriefing lors duquel le département qualité prend note des bugs et Greg Street des commentaires concernant le gameplay et l’équilibrage.
Les problèmes ainsi identifiés sont ensuite triés suivant leur importance et les idées les plus farfelues sont écartées. Les corrections mineures, comme changer le nombre de points de vie d’une unité, sont alors traitées par Greg Street. Les problèmes majeurs, liés par exemple aux interactions entre des unités, sont transmis aux concepteurs, voire au chef de projet si les corriger implique de modifier le système de jeu en profondeur ou de faire travailler plusieurs départements sur le sujet. Certains tests ont ainsi conduit les concepteurs à faire d'importantes modifications de certains aspects du jeu. C'est notamment le cas des pouvoirs divins, qui sont au départ jugés trop puissants, dont ils décident de limiter l’utilisation à une fois par partie pour les rendre plus équitables sans qu’ils ne perdent leur intérêt. Enfin, Greg Street s’est également efforcé de rendre le jeu équilibré aussi bien pour les meilleurs joueurs que pour les joueurs occasionnels.
En plus des phases de tests réalisés par les employés du studio, l’équipe de développement organise des phases d’alpha-test lors desquels ils réunissent des joueurs extérieurs au studio — allant du débutant au hardcore gamer —  pendant quelques semaines afin d'essayer le jeu. Un an avant sa sortie, six testeurs à plein temps ont également été embauchés.

## Versions et extensions

### Version de démonstration
Après l’annonce de la sortie du jeu pour septembre 2002, une version de démonstration est publiée le 27 octobre 2002,. Celle-ci contient cinq scénarios de la campagne du jeu ainsi que deux cartes aléatoires et seul un dieu, Zeus.

### Versions PC
Age of Mythology est publié sur PC par Microsoft Game Studios le 30 octobre 2002 aux États-Unis puis en novembre en Europe. En plus de la version standard, une version collector du jeu — baptisée Age of Mythology Collector's Edition — est disponible dès le 1er novembre 2002. Outre le manuel de jeu, cette dernière inclut notamment des posters, trois arbres technologiques en grand format, une figurine, un DVD du making-of du jeu, un CD de la bande originale du jeu et le livre Bulfinch's Mythology écrit par Thomas Bulfinch. Le 30 juin 2004, Microsoft publie une version Gold du jeu, regroupant le jeu original et son extension. Une nouvelle compilation, qui regroupe le jeu original et son extension, est également publiée par Microsoft le 7 avril 2007.
Une nouvelle version du jeu, développée par SkyBox Labs, est publiée sur Steam le 8 mai 2014. Baptisée Age of Mythology: Extended Edition, cette dernière inclut l’extension The Titans ainsi que des améliorations de son moteur graphique avec notamment la haute définition, un meilleur rendu de l’eau et des éclairages, un mode observateur optimisé et le support de la plate-forme de streaming Twitch,. Elle reçoit la note de 77 % dans PC Gamer et 4/10 dans Canard PC. Les deux critiquent le tarif auquel est vendu le jeu eu égard au nombre d'améliorations apportées tout en reconnaissant la qualité préservée du jeu original,.

### Versions Macintosh
En décembre 2003, MacPlay publie une version Macintosh du jeu portée par Westlake Interactive.

### Version Nintendo DS
Une version Nintendo DS du jeu, baptisée Age of Empires: Mythologies et développée par Griptonite Games, est publiée le 24 novembre 2008 par THQ. Comme dans le jeu original, le joueur peut choisir une des trois civilisations disponibles - les Grecs, les Égyptiens et les Scandinaves - qu'il doit développer à travers quatre âges. Le joueur a également accès à des héros et à des créatures mythiques, mais son système de jeu diffère de celui du jeu original, l'action se déroulant au tour par tour,,.

### Extension

#### The Titans
Une extension baptisée The Titans et développée par Ensemble Studios, est publiée par Microsoft le 21 octobre 2003. Celle-ci introduit une nouvelle civilisation, les Atlantes, qui offre la possibilité de transformer n’importe quelle unité humaine en héros et qui, pour gagner de la faveur, doivent construire des forums. Plusieurs nouvelles unités font également leur apparition comme les titans qui disposent d'une force et d'une résistance colossales, mais qui nécessitent la construction d'un bâtiment spécial et d'énormes quantités de ressources pour être créés. L’extension inclut également une nouvelle campagne ainsi que de nouveaux modes de jeu. À sa sortie, The Titans est accueillie avec enthousiasme par la presse spécialisée bien que les critiques ne lui attribuent pas des notes aussi hautes qu’au jeu original.

#### The Golden Gift
Ensemble Studios a également développé une campagne bonus, intitulée The Golden Gift, qui est mise à disposition gratuitement par Microsoft en avril 2003. Celle-ci inclut quatre scénarios retraçant l’histoire des nains Brokk et Eitri, lors de leur rencontre avec le dieu Loki.

#### Tale of the Dragon
Une nouvelle extension, baptisée Tale of the Dragon, est publiée le 28 janvier 2016. Cette dernière est issue de la collaboration de SkyBox Labs, les créateurs de la version HD du jeu, et de Forgotten Empires, les développeurs de deux extensions pour Age of Empires II. L'extension inclut notamment une nouvelle civilisation, la Chine, et les dieux Fuxi, Nüwa, et Shennong qui lui sont associés, ainsi qu'une campagne inédite et de nouvelles cartes multijoueur,.

## Accueil

### Ventes
Age of Mythology est un succès commercial avec plus d'un million de copies vendues quatre mois après sa sortie. Son succès et celui de ses prédécesseurs permettent à la série d'atteindre les onze millions d'exemplaires vendus en 2003.

### Critiques
| Age of Mythology      |      |       |
| Média                 | Pays | Notes |
| AllGame               | US   | 4.5/5 |
| Computer Gaming World | US   | 4/5   |
| Eurogamer             | UK   | 80 %  |
| Game Informer         | US   | 90 %  |
| Gamekult              | US   | 80 %  |
| Game Revolution       | US   | B+    |
| GameSpot              | US   | 92 %  |
| GameSpy               | UK   | 4/5   |
| Gen4                  | FR   | 93 %  |
| IGN                   | US   | 93 %  |
| Jeux vidéo Magazine   | FR   | 16/20 |
| Jeuxvideo.com         | FR   | 90 %  |
| Joystick              | FR   | 80 %  |
| PC Gamer              | US   | 86 %  |
| PC Jeux               | FR   | 93 %  |
| Compilations de notes |      |       |
| Metacritic            | US   | 89 %  |
| GameRankings          | US   | 89 %  |

À sa sortie, le jeu est salué par la plupart des critiques pour son nouveau moteur 3D et ses graphismes entièrement en trois dimensions. Steve Butts écrit ainsi dans son article publié par le site IGN que le jeu est très agréable à regarder grâce à ses effets graphiques « fantastiques » et à ses animations « réalistes ». De la même manière, le journaliste Greg Kasavin du site GameSpot juge que ses « couleurs vives » et ses « animations soignées » en font un très beau jeu,. Ses graphismes sont également décrits comme un des points forts du jeu par la critique du site Game Revolution qui explique que ses « nouveaux paysages en 3D » sont très réussis. Le journaliste du magazine PC Gamer a la même opinion. Il met en particulier en avant les animations qui l’ont « vraiment impressionné », mais salue également le niveau de détail des unités, des bâtiments et des décors ainsi que les corrections apportées à leurs proportions. L’ambiance sonore est également jugée très réussie. Certaines critiques soulignent la qualité du doublage et le fait que celui-ci soit réalisé dans les langues correspondantes à chaque civilisation, ce qui démontre le souci du détail dont a fait preuve Ensemble Studios. Le doublage de la version française est jugé correct par le site Gamekult, l’auteur du test signalant tout de même que certains textes ont été traduits mot à mot. Enfin, bien que chaque civilisation dispose de ses propres musiques, celles-ci sont trop répétitives selon l'avis de certains journalistes,.
La plupart des critiques décrivent le système de jeu d’Age of Mythology comme étant très proche de celui de ses prédécesseurs, tout en reconnaissant que l’introduction de nouveaux éléments de gameplay comme les héros, les pouvoirs divins et les créatures mythiques est suffisante pour le différencier des précédents titres de la série des Age of Empires,. D’après le test publié par le site Eurogamer, le jeu souffre néanmoins de la comparaison avec Warcraft III: Reign of Chaos, décrit comme beaucoup plus innovant dans le domaine des jeux de stratégie en temps réel. Certains journalistes mettent également en avant les lacunes de l’intelligence artificielle, de son système de recherche de chemin et de l’ergonomie générale du jeu,. La campagne du jeu reçoit elle aussi un accueil mitigé. Alors que le test du site IGN la décrit par exemple comme quasiment exempte de défauts, Greg Kasavin, du site GameSpot, estime que son scénario est peu intéressant,. Enfin, le magazine PC Gamer met en avant un problème jugé récurrent dans ce genre de jeu : le fait que les missions se résument trop souvent à construire une base et détruire l’adversaire. Il admet néanmoins que certaines missions sont très bien écrites et qu’elles peuvent se révéler très amusantes.
En matière de multijoueur, le site Gamekult juge que même si les parties sont beaucoup plus rapides que dans les précédents opus de la série, les fans de Warcraft III risquent de ne pas se laisser séduire par un jeu qui reste plus complexe et moins nerveux. Cet avis est partagé par la rédaction du magazine Joystick qui le considère bien en dessous de son rival dans ce domaine du fait de systèmes d’interactions entre les unités et de divinités trop complexes. L’auteur du test juge tout de même que le jeu est « formidable » et « largement au-dessus des normes » puis conclut en le désignant comme le deuxième meilleur jeu de stratégie en temps réel du monde.

### Récompenses
Le jeu reçoit plusieurs récompenses et est notamment nommé dans les catégories « meilleur jeu vidéo de l’année » et « meilleur jeu vidéo de stratégie de l’année » lors de l’Academy of Interactive Arts and Sciences en 2003.

## Postérité
Après la sortie de l'extension The Titans, Ensemble Studios renoue avec le genre historique avec Age of Empires III qui est publié en 2005 et couvre la période de colonisation de l’Amérique du Nord. Ce dernier reprend les principaux éléments du système de jeu des premiers Age of Empires qu'il transpose dans un univers en trois dimensions basé sur le moteur graphique d'Age of Mythology. Le jeu introduit tout de même quelques innovations en matière de gameplay, dont l'introduction des métropoles qui peuvent assister la colonie du joueur en lui envoyant des renforts ou des vivres et qui évoluent au cours de la partie grâce à un système d'expérience. Comme ses prédécesseurs, il est bien accueilli par la presse et le public avec des notes de 81 % et 82 % sur les sites Metacritic et GameRankings, et plus de deux millions de copies vendues dans le monde. Le dernier titre développé par Ensemble Studios, Halo Wars, est publié le 26 février 2009, soit peu après la fermeture du studio. Développé pour la console Xbox 360, celui-ci connaît un certain succès commercial avec plus d’un million de copies vendues en mars 2009, et devient le jeu de stratégie en temps réel sur console le plus vendu de tous les temps. Le dernier jeu de la série, baptisé Age of Empires Online, est publié en 2012. Bien que disponible gratuitement en téléchargement, le jeu propose du contenu additionnel qui peut être obtenu en jouant ou par un système de microtransaction. Son système de jeu est dans la lignée de celui de ses prédécesseurs mais enrichi d’éléments de jeu en ligne massivement multijoueur. Sa phase de développement active se termine le 1er janvier 2014, le producteur exécutif du jeu, Kevin Perry, expliquant qu'ajouter du contenu supplémentaire n'est plus rentable. Les serveurs du jeu sont consécutivement fermés le 1er juillet 2014.

Logo de Age of Mythology: Retold.

Le 25 octobre 2022, un remaster est annoncé sous le nom Age of Mythology: Retold.Il sortira 4 Septembre 2024 sur Xbox Series et PC. Ce remaster du jeu originel rassemble dès sa sortie le contenu du jeu de base et de sa première extension "Age of Mythology : The Titans" ainsi qu'un contenu additionnel payant intégrant un dieu majeur nordique Freyr. L'extension "Age of Mythology: Tale of the Dragon" n'est quant à elle pas présente à la sortie du remaster. 
Le 26 Septembre 2024 est annoncé "Age of Mythology Retold : Immortals Pillars" qui mettra de nouveau à l'honneur la civilisation chinoise. 